# Bandar Kwala (Bangun Purba)
Bandar Kwala is een bestuurslaag in het regentschap Deli Serdang van de provincie Noord-Sumatra, Indonesië. Bandar Kwala telt 339 inwoners (volkstelling 2010).